# Кеосаян Тигран Едмондович
Тигран Едмондович Кеосаян (нар. 4 січня 1966, Москва) — російський кінорежисер, сценарист, продюсер, актор кіно і телебачення, кліпмейкер і телеведучий вірменського походження, пропагандист. Автор і ведучий російської сатиричної політичної програми «Міжнародна пилорама». Син радянського кінорежисера і сценариста Едмонда Кеосаяна, чоловік російської пропагандистки Маргарити Симоньян.
Відомий українофобними, сексистськими, расистськими, шовіністськими заявами та пропагандою. Фігурант центру «Миротворець».
З 2022 року Вірменія оголосила Кеосяна персоною нон грата через його пропагандистські висловлювання і заборонила в'їзд до країни.
Наприкінці грудня 2024 року потрапив до лікарні і пережив клінічну смерть. Станом на 9 січня 2025 року знаходиться в комі, лікарі оцінюють його стан як украй тяжкий.

## Біографія
Народився 4 січня 1966 року в Москві, в сім'ї кінематографістів. Батько — кінорежисер Едмонд Кеосаян (1936—1994), мати — актриса Лаура Геворкян (нар. 1939). За національністю вірменин.
У 1983 році закінчив середню школу і працевлаштувався на кіностудію «Мосфільм».
У 1984 році вступив на режисерський факультет Всесоюзного державного інституту кінематографії (ВДІК), проходив навчання в майстерні професора Ігоря Васильовича Таланкіна. Через деякий час вирішив залишити навчання і пішов по призову на строкову військову службу в лавах Радянської армії. Після демобілізації відновився у виші. З 1987 року знімався в епізодах у кіно.
У 1992 році знімає свій перший повнометражний фільм — «Катька і Шиз».
У 1993 році Тигран Кеосаян разом з братом Давидом створює студію «Gold Vision», де разом зі своїм інститутським товаришем Федором Бондарчуком активно займається виробництвом музичних відеокліпів і рекламних роликів. Співпрацював з такими діячами російського шоу-бізнесу, як Ірина Аллегрова, Михайло Шуфутинський, Ігор Саруханов, Наталя Ветлицька. З часом відходить від кліпмейкерства, все більше переходячи на роботу режисера кіно.
У 1998 році закінчив режисерський факультет Всеросійського державного інституту кінематографії (ВДІК) (курс народного артиста СРСР Юрія Миколайовича Озерова). Під час навчання у ВДІКу Тигран поставив свій перший художній фільм «Сонячний берег» тривалістю вісімнадцять хвилин. Драма була присвячена солдату-строковику, який віткає з армії, не витримавши дідівщини. У цій картині знявся Федір Бондарчук.
Популярність Кеосаяну принесли такі його режисерські кінороботи, як лірична новорічна комедія «Бідна Саша» (1997) з Олександром Збруєвим і Вірою Глаголєвою в головних ролях, а також пригодницький телесеріал «Чоловіча робота» (2001), що розповідає про військову службу російського спецназу ГРУ в Чечні.
У травні 2000 року «Gold Vision» зливається з продюсерським центром «Відео Інтернешнл», утворивши «Студію 2В». Брати Кеосаяни співпрацювали з цією компанією, знімаючи і продюсуючи різні серіали і фільми, аж до весни 2004 року.
У 2003 і 2004 роках Кеосаян був членом журі телевізійного музичного проекту телеканалу «Росія» «Народний артист».
З 2007 року працює телеведучим. З березня 2007 по листопад 2009 року — ведучим авторського ток-шоу «Вечір з Тиграном Кеосаяном» (пізніше — «…з Тиграном Кеосаяном») на «РЕН ТВ». У грудні 2007 року виступив на тому ж каналі як співведучий (в парі з Евеліною Бледанс) новорічного шоу «Новий рік навпаки». Співпраця телеканалу з Кеосаяном була перервана рішенням холдингу «Національна Медіа Група» (НМГ) у зв'язку зі зміною концепції мовлення на «РЕН ТВ».
З 2009 по 2010 рік разом зі своєю дружиною Оленою Хмельницькою вів телешоу «Ти і я» про таємниці сімейного життя зірок на телеканалі «Росія».
З грудня 2009 по грудень 2010 року — виконавчий продюсер телеканалу «ДТВ». З 18 січня по 31 травня 2010 року — ведучий авторського ток-шоу «Гарячий вечір з Тиграном Кеосаяном» на тому ж каналі. За участі Кеосаяна на телеканалі з'явилися програми «Руйнівники прислів'їв», «Департамент власної безпеки», «Дорожні війни» та «Ульотне відео по-російськи», а також серіали «Одного разу в міліції» і «Невидимки».
У 2011 році ненадовго повернувся на «РЕН ТВ». З 7 листопада по 23 грудня 2011 року — ведучий ток-шоу «Досить мовчати!». Після закриття цієї програми протягом наступних п'яти років Кеосаян не з'являвся на екрані в ролі телеведучого, зосередившись на кінобізнесі. В цей час він відновив свій колишній актив — студію «Голд Віжн».
3-4 жовтня 2014 року взяв участь у театралізованих онлайн-читаннях «Кареніна. Живе видання».
З 3 вересня 2016 року — ведучий вечірнього розважального «сатиричного» шоу «Міжнародна пилорама» на телеканалі «НТВ». Заявленою тематикою програми названо освітлення з гумором подій світової політики.. Насправді ж, шоу є розсадником рашистської пропаганди. В шоу всі політики «недружественных стран» та «либерастня» через «смішні» пародії виставляються ідіотами, які не здатні нічого зробити «сильному и справедливому» царю Путлеру. Раніше в шоу також були інтерв'ю з близькими до нео-фюрера політиками (наприклад, Пєсков) та його ручними пропагандистами, які дискутують на тему «Какой же царь хороший, сильний и справедливый».
Кеосаян переніс два інфаркти міокарда — в 2008 і 2010 роках.
Наприкінці грудня 2024 року потрапив до лікарні і пережив клінічну смерть. Станом на 9 січня 2025 року знаходився в комі, лікарі оцінювали його стан як украй тяжкий.

### Родина
- Батько — Едмонд Гарегінович Кеосаян (9 жовтня 1936 — 21 квітня 1994), радянський кінорежисер, сценарист, лауреат премії Ленінського комсомолу (1968), заслужений діяч мистецтв РРФСР (1976).
- Мати — Лаура Ашотівна Геворкян (Кеосаян) (нар. 28 січня 1939), і вірменська радянська актриса театру і кіно, заслужена артистка Вірменської РСР (1979).
- Брат — Давид Едмондович Кеосаян (10 квітня 1961 — 19 жовтня 2022), радянський і російський кіноактор, кінорежисер, сценарист і продюсер.
- Племінниця — Лаура Давидовна Кеосаян (нар. 8 лютого 1982), російська актриса театру і кіно.
- Перша дружина (з 1993 по 2014 роки) — Альона Олександрівна Хмельницька (нар. 12 січня 1971), російська актриса театру і кіно, телеведуча. Одружилися у 1993 році[19]. У шлюбі, який тривав двадцять один рік, народилися дві доньки. Подружжя офіційно розлучилося у 2014 році[37][38].
  - Дочка — Олександра Тигранівна Кеосаян (нар. 1994).
  - Дочка — Ксенія Тигранівна Кеосаян (нар. 7 липня 2010)[39].
- З 2012 року в стосунках з Маргаритою Симонівною Симонян (нар. 6 квітня 1980), російською пропагандисткою, головним редактором телеканалу «RT» і МІА «Росія сьогодні». У пари троє дітей.
  - Дочка — Мар'яна (нар. 12 серпня 2013)[40].
  - Син — Баграт (нар. 27 вересня 2014).
  - Дочка — Маро (нар. 19 жовтня 2019)[41].

## Акторські роботи
- 1971 — Корона Російської імперії, або Знову невловимі — епізод
- 1989 — Сталінград — радянський солдат
- 1991 — Джокер — Ашир
- 2000 — Конвалія срібляста — відвідувач клубу
- 2002 — Головні ролі — Микита Бакрадзе
- 2005 — Любовница — Сергей
- 2006 — Коханка — продавець квітів
- 2007 — Трюкачі — камео
- 2010 — Щасливі разом (серія «Врятуйте нашу Дашу») —  режисер серіалу «Любовне кохання»
- 2017 — Актриса — режисер
- 2018 — Кримський міст. Зроблено з любов'ю! — ведучий телеперограми

### Участь у відеокліпах
- 1995 — Тигран Кеосаян знявся в кліпі Софії Ротару на пісню «Ночной мотылёк».

## Режисерські роботи

### Фільми
1. 1992 — Катька і Шиз
2. 1996 — Справи смішні, справи сімейні
3. 1997 — Бідна Саша[7]
4. 1999 — Президент і його внучка
5. 1999 — Директорія смерті
6. 2000 — Конвалія срібляста[42]
7. 2001 — Чоловіча робота[43]
8. 2002 — Чоловіча робота 2
9. 2004 — Конвалія срібляста 2
10. 2006 — Заєць над безоднею
11. 2008 — Міраж
12. 2011 — Ялта-45
13. 2012 — Три товариша
14. 2013 — Море. Гори. Керамзит[44][45]
15. 2017 — Актриса
16. 2018 — Кримський міст. Зроблено з любов'ю!

### Кліпи
- «Белая песня» — Діана (Ірина Нельсон)
- «Скрипка-лиса» (1997) (первісна назва пісні — «Скрип колеса»; музика — Ігор Саруханов, автор слів — Олександр Новіков)[46][47].
- «Соседка» — Михайло Шуфутинський
- «Картонные крылья любви» — група «Машина времени»
- «Ты знаешь, мама» — Діана Гурцкая
- «Я тебя отвоюю» — Ірина Аллегрова

### Інші роботи
- 2000 — «Новий», вистава
- 2003 — «12 стільців», мюзикл

## Сценарні роботи
1. 1996 — Справи смішні, справи сімейні
2. 2000 — Конвалія срібляста

## Продюсерські роботи
1. 2012 — Три товариша
2. 2012 — Багатодітна сім'я
3. 2013 — Общага

## Участь у телепроєктах
- У 1998 році разом з Оленою Хмельницькою взяв участь у телегрі «Вустами дитини» на телеканалі «НТВ».
- В 2006 році взяв участь в 9-му і 15-му випусках шоу «Слава Богу, ти прийшов!» на телеканалі «СТС».
- У жовтні 2007 року разом з дружиною Оленою Хмельницькою і дочкою Олександрою брав участь як гравець 4-го випуску спортивного шоу «Стінка на стінку» на «Першому каналі»[48].
- У 2009 році запрошувався як гість до шоу «Прожекторперісхілтон» на «Першому каналі».
- В 2010 році був у журі «Відеобитви».
- У листопаді 2010 року разом з дружиною Оленою Хмельницької був запрошений як гравець на шоу «Десять мільйонів» на телеканалі «Росія».
- У 2014 році пройшли зйомки шоу «Імперія ілюзій. Брати Сафронови», постійними членами журі стали Тигран Кеосаян і Дмитро Шепелєв, прем'єра відбулася 21 лютого 2015 року на телеканалі «СТС».
- У 2016 році був членом журі четвертого сезону шоу «Один в один!» на телеканалі «Росія-1»[49].
- 31 грудня 2016 року відбувся показ новорічного випуску програми «Своя гра» на телеканалі «НТВ», в якій Кеосаян взяв участь як ведучий каналу і здобув перемогу, обігравши Сергія Малоземова (ведучого програм «Диво техніки» та «Їжа жива і мертва») і Джона Уоррена (ведучого програми «Поїдемо, поїдемо!»)[50].

## Критика
Наприкінці 2000-х — початку 2010-х років телевізійні критики досить лояльно відгукувалися про Тиграна Кеосаяна, характеризуючи його як телеведучого, «повністю позбавленого дешевого кокетства і щирого у своєму бажанні розібратися».
З 2016 року роботу Кеосаяна як ведучого розважальної програми «Міжнародна пилорама» на каналі НТВ неодноразово критикувала телекритик і оглядачка «Нової газети» Ірина Петровська:

Тієї ж точки зору дотримується оглядачка і заступник головного редактора тижневика «Співрозмовник» Ольга Сабурова:
Тележурналіст Володимир Кара-Мурза-старший у своїй статті також розкритикував Кеосаяна, заявивши, що ведучий у програмі «Міжнародна пилорама» «вчергове пробив дно», бо «вимовляти в ефірі такі фрази, які він собі дозволяє, негідно не те що телеведучому, а і будь-якій пристойній людині».
Оглядач (відділ кіно і телебачення) газети «Московський комсомолець» і блогер радіо «Ехо Москви» Олександр Мельман порівняв Кеосаяна з відомим американським теле — і радіоведучим Говардом Стерном:
У 2018 році Кеосаян так пояснив свою участь у програмі: